# Duclair
Duclair je francouzská obec v departementu Seine-Maritime v regionu Normandie. Žije zde přibližně 4 000 obyvatel.

## Poloha obce
Obec leží na řece Seině.

### Sousední obce
| Růžice kompasu | Épinay-sur-Duclair Sainte-Marguerite-sur-Duclair | Saint-Paër              |                                          | Růžice kompasu |
| Růžice kompasu | Le Trait                                         | Sever                   | Saint-Pierre-de-Varengeville             | Růžice kompasu |
| Růžice kompasu | Le Trait                                         | Duclair                 | Saint-Pierre-de-Varengeville             | Růžice kompasu |
| Růžice kompasu | Le Trait                                         | Jih                     | Saint-Pierre-de-Varengeville             | Růžice kompasu |
| Růžice kompasu | Yainville Jumièges                               | Le Mesnil-sous-Jumièges | Berville-sur-Seine Anneville-Ambourville | Růžice kompasu |